# پرداخت در محل

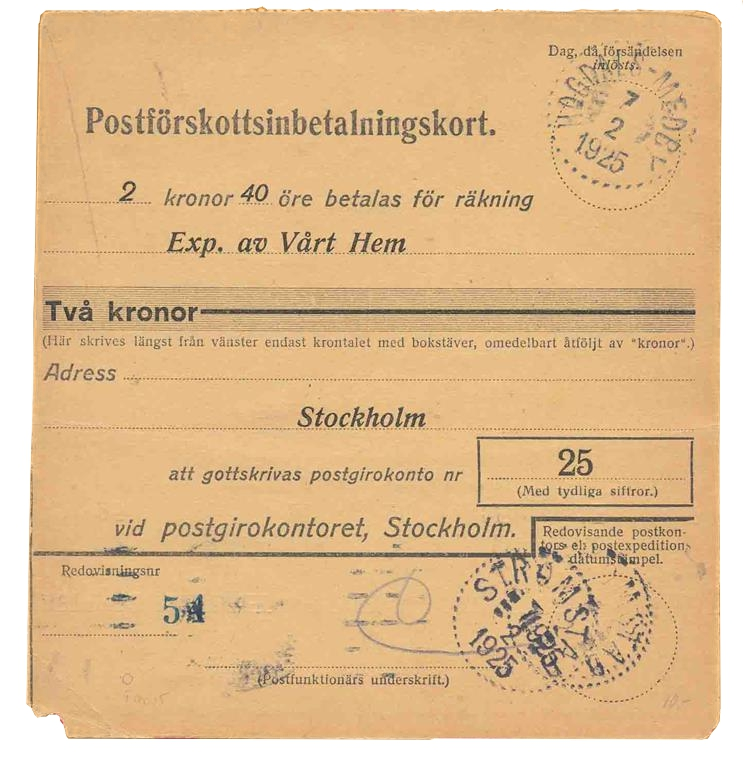
یک کارت پرداخت در سوئد

پرداخت در محل یا (COD (Cash On Delivery نوعی تراکنش مالی است که در آن هزینه محصول در زمان تحویل دریافت می‌گردد. نحوه پرداخت وجه می‌تواند به صورت نقدی یا با استفاده از کارت‌های اعتباری باشد.
در برخی از کشورها خرده‌فروشی اینترنتی برای فروش محصولات خود از این روش استفاده می‌کنند.

## پرداخت محل در ایران
نوعی تراکنش مالی است که از طرف شرکت پست جهت استفاده خریداران و فروشندگان اینترنتی ارائه گردیده و بر این اساس کالای فروخته شده، توسط مامور پست جمع آوری و توسط شبکه گسترده پستی توزیع و پس از دریافت وجه بر طبق فاکتور صادره در سیستم خرید پستی، تحویل خریدار میگردد.